# NGC 32
NGC 32 je dvojhvězda v souhvězdí Pegase.